# Вассалли, Джулиано
Джулиано Вассалли (итал. Giuliano Vassalli; 25 апреля 1915 года, Перуджа, Италия — 21 октября 2009 года, Рим, Италия) — итальянский политический деятель, министр юстиции Италии (1987—1991), председатель Конституционного суда Италии (1999—2000).

## Биография
Родился в семье специалиста по гражданскому праву Филиппо Вассалли.
Окончил юридический факультет римского университета La Sapienza.
C 1943 г. — участник движения Сопротивления. В январе 1944 он был одним из организаторов побега из тюрьмы будущих президентов Италии Алессандро Пертини и Джузеппе Сарагата из тюрьмы «Реджина Коэли». В апреле 1944 был арестован фашистами, подвергнут пыткам со стороны SS. Был освобожден при посредничестве папы Пия XII накануне освобождения Рима англо-американскими военными 4 июня 1944 г.
С 1945 г. — адвокат и преподаватель права в университетах, обычный преподаватель права и уголовной процедуры, учит в университетах Урбино, Павии, Падуи, Генуи, Неаполя и Рима, где в 1990 г. он и закончил свою академическую карьеру.
В 1962—1966 гг. — муниципальный советник и руководитель группы Итальянской социалистической партии в Риме.
В 1968—1972 гг. — депутат Палаты депутатов.
в 1983—1987 гг. — сенатор, руководитель парламентской группы Итальянской социалистической партии.
В 1987—1991 гг. — министр юстиции Италии.
В 1991—2000 гг. — член Конституционного суда Италии, в 1999—2000 гг. — председатель Конституционного суда.
С 2000 г. в отставке.

## Награды
- Кавалер Большого креста ордена «За заслуги перед Итальянской Республикой»[1]
- Великий офицер ордена «За заслуги перед Итальянской Республикой»[1]
- Золотая медаль «За вклад в развитие школы, культуры и искусства»[1]